# Жданов Андрій Олександрович
Жда́нов Андрі́й Олекса́ндрович (рос. Жданов Андрей Александрович; 14 (26) лютого 1896, Маріуполь, Катеринославська губернія, Російська імперія — 31 серпня 1948, Валдай, Російська РФСР) — радянський державний та партійний діяч, революціонер. Ініціатор ідеологічної кампанії, спрямованої проти діячів науки та культури, що отримала назву «ждановщина». Кандидат у члени ЦК ВКП(б) у 1925—1930 роках. Член ЦК ВКП(б) у 1930—1948 роках. Член Організаційного бюро ЦК ВКП(б) з 10 лютого 1934 по 31 серпня 1948 року. Кандидат у члени Політичного бюро ЦК ВКП(б) з 1 лютого 1935 по 22 березня 1939 року. Член Політичного бюро ЦК ВКП(б) з 22 березня 1939 по 31 серпня 1948 року. Секретар ЦК ВКП(б) з 10 лютого 1934 по 31 серпня 1948 року. Депутат Верховної Ради СРСР 1—2-го скликань (1937—1948). Депутат Верховної Ради Української РСР 2-го скликання (1947—1948).

## Життєпис
Народився в родині інспектора народних училищ. Прадід Андрія Жданова був ректором Московської духовної академії.
Отримати повноцінну освіту через ранню втрату батька Жданов не зміг. 5 років він навчався у Тверському реальному училищі (закінчив у 1915 році), півроку — в Московському сільськогосподарського інституті та чотири місяці 1917 року — в 3-ій Тифліській школі прапорщиків. 
Член РСДРП(б) з листопада 1915 року.
У 1916 році призваний до російської армії. У 1916—1917 роках служив прапорщиком 139-го піхотного запасного полку в місті Шадринську Пермської губернії.
У 1917—1918 роках — голова Шадринського комітету РСДРП(б) Пермської губернії. У 1918 році — комісар землеробства Шадринської повітової ради.
З червня 1918 року — в лавах РСЧА. У 1918—1919 роках — інспектор-організатор Уралвійськкомату в місті Єкатеринбурзі. У 1919—1920 роках — завідувач відділу культурно-просвітницької роботи губернського військкомату в місті Уфі.
У 1920—1921 роках — завідувач агітаційно-організаційного відділу губернського військкомату в місті Твері, редактор газети «Тверская правда».
У 1921—1922 роках — заступник голови виконавчого комітету Тверської губернської ради, голова губплану.
У квітні — липні 1922 року — голова виконавчого комітету Тверської губернської ради.
У липні 1922 — серпні 1924 року — завідувач агітаційно-пропагандистського відділу Нижньогородського губернського комітету РКП(б).
У серпні 1924 — серпні 1929 року — відповідальний секретар Нижньогородського губернського комітету РКП(б). З 18 лютого по 5 серпня 1929 — голова Тимчасового організаційного бюро ЦК ВКП(б) по Нижньогородській області-краю.
10 серпня 1929 — 21 лютого 1934 року — 1-й секретар Нижньогородського (Горьковського) крайового комітету ВКП(б).
10 лютого 1934 — 31 серпня 1948 року — секретар ЦК ВКП(б).
10 березня — 10 квітня 1934 року — заступник завідувача транспортного відділу ЦК ВКП(б) з водного і місцевого транспорту, завідувач сільськогосподарського відділу ЦК ВКП(б) у Москві.
10 квітня — грудень 1934 року — завідувач відділу планових, фінансових і торговельних органів ЦК ВКП(б).
15 грудня 1934 — 17 січня 1945 року — 1-й секретар Ленінградського обласного і міського комітетів ВКП(б). 1935 року увійшов до складу Військової ради Ленінградського військового округу.
У листопаді 1936 року він у своїй промові перед з'їздом рад у Москві озвучив однозначне попередження: «Якщо уряди малих сусідніх держав зайдуть надто далеко в напрямку фашизму, вони відчують на собі всю міць Радянського Союзу».
Брав участь у організації репресій. У роки Великого терору він особисто візував розстрільні списки; на його рахунку 176 таких підписів.
15 липня 1938 — 20 червня 1947 року — голова Верховної Ради Російської РФСР.
21 листопада 1938 — 21 березня 1939 року — завідувач відділу партійної пропаганди і агітації ЦК ВКП(б). 21 березня 1939 — 6 вересня 1940 року — начальник Управління пропаганди і агітації ЦК ВКП(б).
Як колишнього першого секретаря Ленінградського обкому партії його підозрювали в тому, що він був одним з ключових фігур, які стояли за провокацією Зимової війни та створенням маріонеткового уряду Куусінена; він також відповідав за запровадження радянської системи в Естонії: з червня по серпень 1940 року був уповноваженим ЦК ВКП(б) по Естонії . .
Брав участь у радянсько-фінській війні та обороні Ленінграда. У червні — 23 серпня 1941 року — член Військової Ради Північного фронту. 10 липня — 27 серпня 1941 року — член Військової Ради Головного командування Північно-Західного напряму. У вересні 1941 — травні 1945 року — член Військової Ради Ленінградського фронту.
У 1944—1947 роках очолював Союзну контрольну комісію в Фінляндії, в роботі якої брав участь дуже активно: відвідував на чолі делегацій Гельсінкі, вів переговори з керівництвом Фінляндії, керував роботою радянських представників у Фінляндії.
12 березня 1946 — 25 лютого 1947 року — голова Ради Союзу Верховної Ради СРСР.
Помер 31 серпня 1948 року, перебуваючи на лікуванні в санаторії ЦК ВКП(б) біля озера Валдай. Похований у некрополі біля Кремлівської стіни.

## «Ждановщина»
В 1946 році Жданов очолив кампанію з посилення партійного контролю над інтелектуальним життям країни, що включала в себе звинувачення у відхиленні від генеральної лінії партії та переслідування митців. Нещадній критиці та звинуваченням з 1947 року і вже після смерті Жданова піддавались, в тому числі, і українські культурні діячі, зокрема, колективи журналів «Перець» та «Дніпро», письменники Максим Рильський, Олександр Довженко, Володимир Сосюра та інші.

## Військові звання
- генерал-лейтенант (12.02.1943)
- генерал-полковник (18.96.1944)

## Нагороди
- два ордени Леніна (15.03.1935, 25.02.1946)
- орден Трудового Червоного Прапора (4.04.1939)
- орден Червоного Прапора (21.03.1940)
- орден Суворова І ст. (21.02.1944)
- орден Кутузова І ст. (29.07.1944)
- медаль «За оборону Ленінграда» (22.12.1942)
- медаль «За перемогу над Німеччиною у Великій Вітчизняній війні 1941—1945 рр.» (1945)
- медаль «За доблесну працю у Великій Вітчизняній війні 1941—1945 рр.» (1945)
- медаль «У пам'ять 800-річчя Москви» (1947)

## Пам'ять
В 1948 році на честь Андрія Жданова було назване його рідне місто Маріуполь. Того ж року було випущено поштову марку, присвячену партійному діячу. Іменем Жданова називались чимало населених пунктів, вулиць, промислових об'єктів та освітніх закладів по всьому СРСР, в тому числі, і в Українській РСР.
У 1988 році, у зв'язку з політикою Перебудови, діяльність Жданова була офіційно засуджена керівництвом КПРС, внаслідок чого більшість об'єктів, названих на честь нього, були перейменовані. 1989 року місту Маріуполь було повернуто колишню назву.
Вулиці та об'єкти, які раніше називались або досі названі на честь Андрія Жданова:
- Ленінградський державний університет
- Вулиця Петра Сагайдачного (Київ)
- Вулиця Варвари Маслюченко (Київ)
- Вулиця Жданова (Сміла)
- Вулиця Зоряна (Новомиргород)

## Родина
- Син: Жданов Юрій Андрійович (1919—2006)  — кандидат філософських наук, доктор хімічних наук, професор, член-кореспондент АН СРСР, член-кореспондент РАН, ректор Ростовського державного університету (1957—1988 рр.).